# Maccabi Kiryat Gat
El Maccabi Kiryat Gat fue un equipo de baloncesto israelí que competía en la Ligat Winner, la primera división del país. Tenía su sede en la ciudad de Kiryat Gat y disputaba sus partidos en el Alon sport Hall, con capacidad para 500 espectadores.

## Posiciones en Liga
| Temporada | Nivel | División     | Pos. | Postemporada |
| --------- | ----- | ------------ | ---- | ------------ |
| 2014–15   | 2     | Liga Leumit  | 3    | Asciende     |
| 2015–16   | 1     | Super League | 11   | –            |
| 2016–17   | 1     | Super League |      | –            |

## Palmarés
- Campeón de la National League 1 (2015)
- Campeón de la Liga Artzit 1 (2012)
- Campeón de la Liga Artzit Grupo Sur 1 (2014)